# Rio Veyle
O rio Veyle é um rio do departamento de Ain, França. Nasce em Chalamont, e corre no sentido noroeste. É afluente pela margem esquerda do rio Saône, no qual desagua entre Grièges e Crottet, perto de Mâcon.

## Comunas atravessadas
Da nascente até à foz, o rio Veyle atravessa sucessivamente as seguintes comunas: 
- Chalamont, Châtenay, Dompierre-sur-Veyle, Lent, Servas, Saint-André-sur-Vieux-Jonc, Péronnas, Saint-Rémy, Saint-Denis-lès-Bourg, Buellas, Polliat, Mézériat, Vonnas, Saint-Julien-sur-Veyle, Biziat, Perrex, Saint-Jean-sur-Veyle, Pont-de-Veyle, Crottet, Grièges